# Wegebaustein

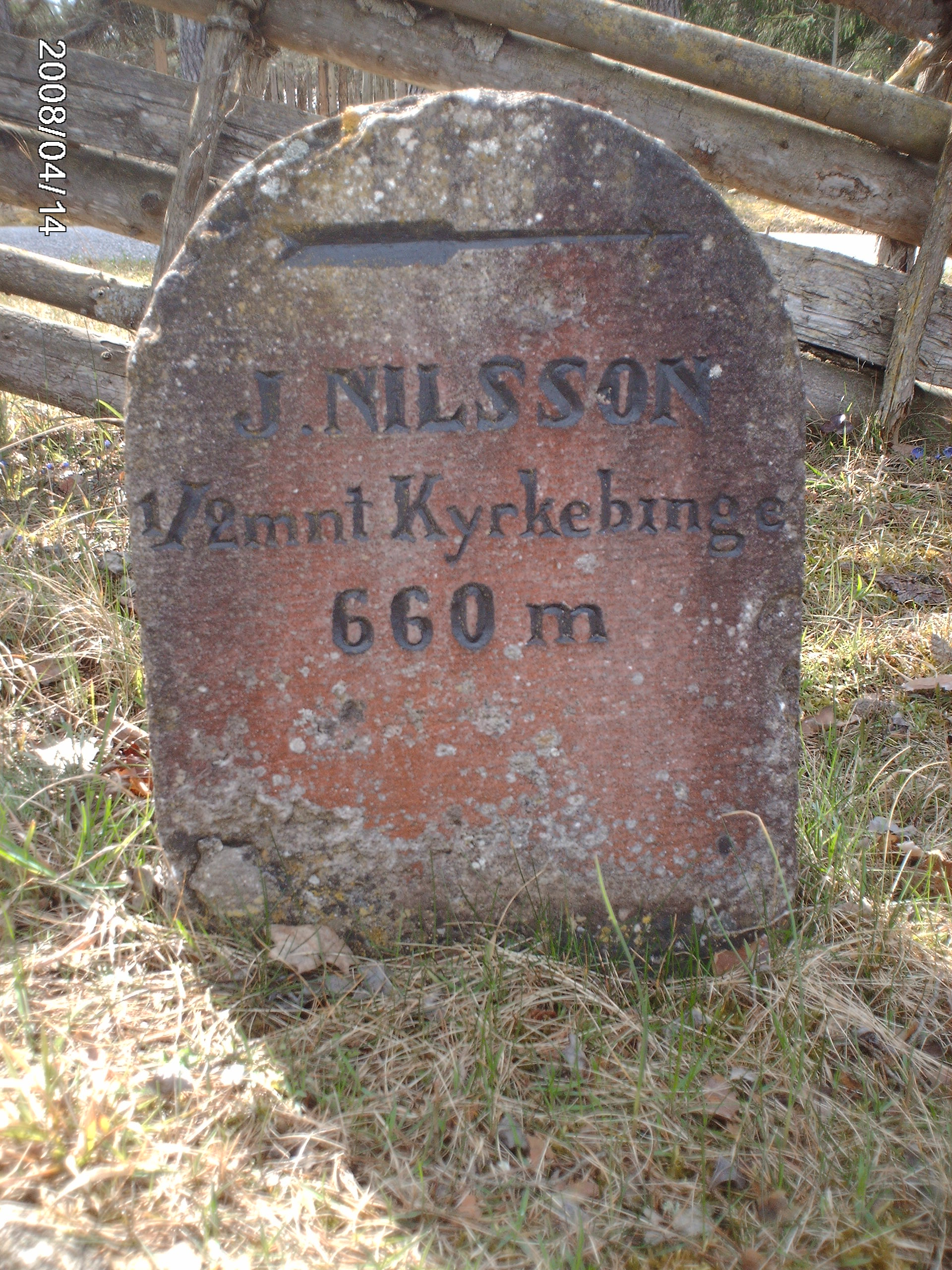
Wegebaustein auf Gotland. Der Pfeil am oberen Rand zeigt die Richtung an, in der auf dem Weg die Unterhaltsarbeiten und Erhaltungsmaßnahmen vom namentlich Genannten durchgeführt werden mussten

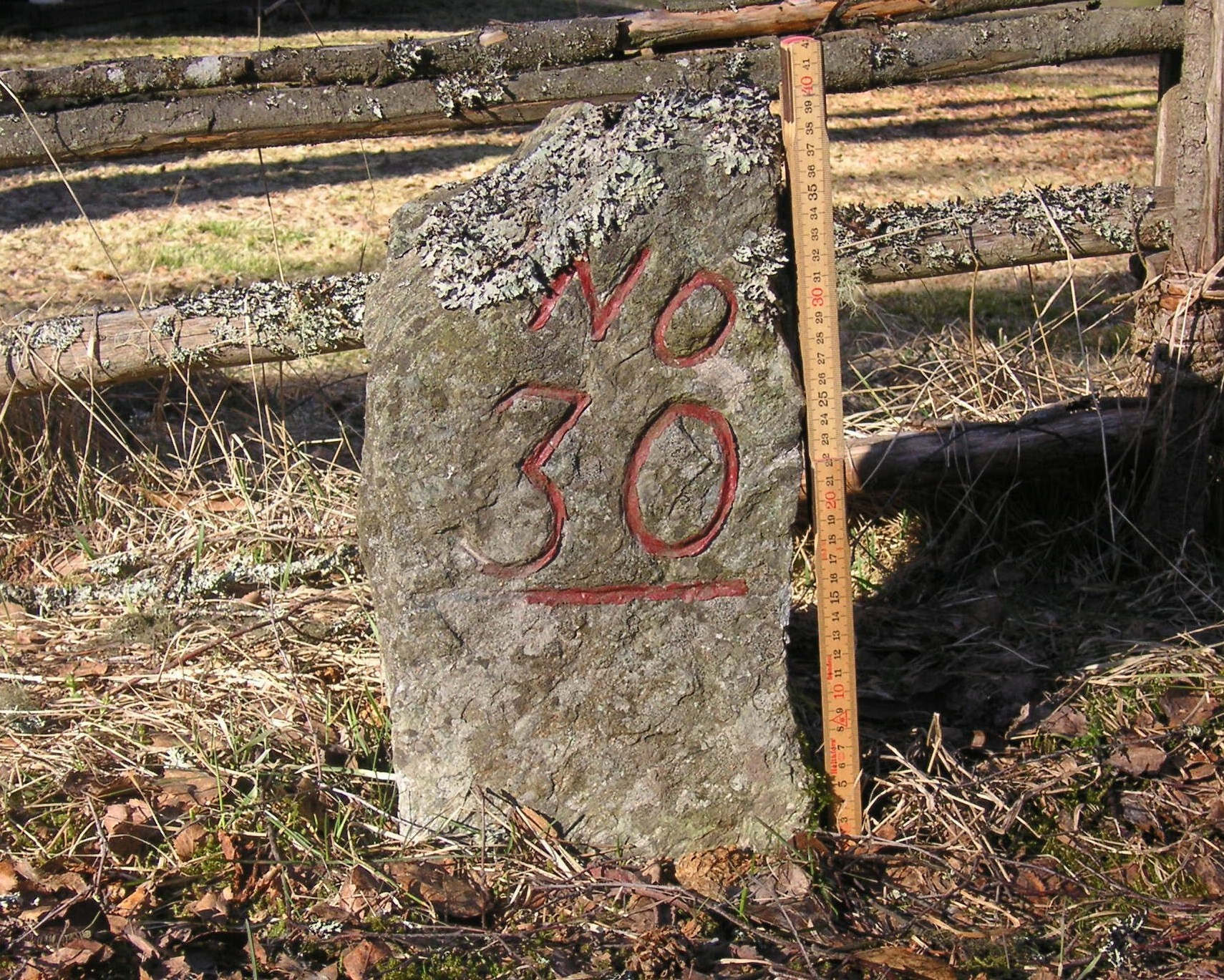
Wegeunterhaltungsstein in der Gemeinde Ludvika, Dalarna

Wegebausteine oder Wegeunterhaltssteine markieren Straßen und Wege, zu deren Instandhaltung und Unterhalt nicht das Gemeinwesen, sondern Privatpersonen, meist Bauern, verpflichtet waren. Wie lang die zu erhaltende Strecke war, hing von der Größe ihres Grundbesitzes ab. Es gab jedoch Erleichterungen, das heißt Verkürzungen der zu erhaltenden Wegstrecken, wenn die Erhaltung besonders aufwendig war.
In Schweden wurden solche Wegemarkierungen ab 1628 aufgestellt, als das neugeschaffene Lantmäteriverket die Aufgabe erhielt Straßen und Wege in Parzellen zu vermessen. Die Markierungen hatten verschiedene Formen und bestanden sowohl aus Holz als auch aus Stein. Auf den Wegebausteinen standen meist die fortlaufende Nummer und der Name bzw. die Initialen des für die Parzelle Verantwortlichen sowie manchmal Angaben über die Länge und die Richtung der zu erhaltenden Wegstrecke. Am besten erhalten haben sich die steinernen Markierungen, die ebenso wie die alten Meilensteine heute unter Denkmalschutz stehen.
Ein alter Wegebaustein ist der Mittmille-Stein auf der schwedischen Ostseeinsel Öland. In Munkedal wurden entlang des Westufers des Flusses Munkedalsälven verschiedene Meilen- und Wegebausteine aus der Umgebung zusammengetragen und zur Besichtigung aufgestellt.
Wegesteine gab es auch in Deutschland. In Hamburg stehen zwei Wegebausteine am Curslacker Heerweg unter Denkmalschutz.